# Monóculo

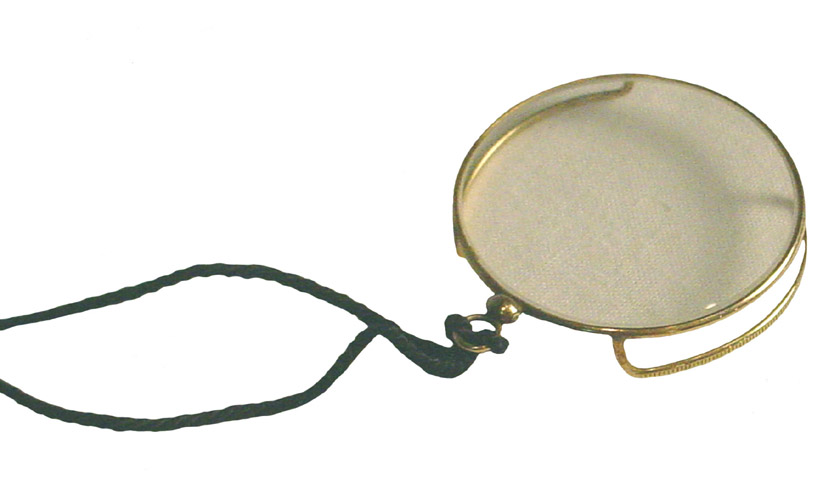
Monóculo de principios del siglo XX

Un monóculo es un tipo de lente correctiva usada para ajustar la visión en un solo ojo, que consiste en una luneta circular con aumento. En muchos casos está enmarcada en un anillo de alambre que posee una cadenilla o cordón que se sujeta a la ropa para evitar su pérdida.
El anticuario Philipp von Stosch, hacia 1720 en Italia, usaba un monóculo para examinar de cerca grabados y antiguos camafeos; sin embargo, este elemento no se convirtió en un artículo incorporado al vestuario masculino hasta entrado el siglo XIX. Su precursor inmediato fue el quizzing-glass de los dandis de la década de 1790, el cual poseía una montura con mango -generalmente ornada- y se sujetaba frente al ojo a modo de lupa o como los pequeños prismáticos para teatro.

## Estilos
Hay tres estilos de monóculo. El primero consiste en un simple anillo de metal con una lente que se ajusta a la órbita del ojo. Este fue el monóculo usado en Inglaterra a partir de la década de 1830. El segundo estilo, desarrollado en la década de 1890, fue aún más elaborado. En este caso, el marco poseía una extensión llamada galería, la cual, al alejar la lente del ojo, ayudaba a que las pestañas no pudieran rozarlo. Este tipo de monóculo en ocasiones se hacía a la medida del ojo, por lo cual era bastante costoso. El tercer estilo de monóculo es sin marco. Fue diseñado como una pieza de cristal con un borde cerrado para proporcionar una buena sujeción. A veces se le agregaba una perforación en uno de sus lados para pasar un cordón, aunque en general, la mayoría de los monóculos de este tipo se usaban sin ningún sostén. Este estilo fue popular en los comienzos del siglo XX, porque podían ser cortados para ajustarse a cualquier forma de órbita del ojo de forma barata, sin el costo de un marco adaptado.
Los monóculos no eran incómodos como a veces se cree; adaptados en forma conveniente, se usaban sin esfuerzo. Por ello, las clases adineradas usaban monóculos hechos a medida y que necesitaban de ajustes a lo largo de su vida útil. La opinión popular era (y sigue siendo) que un monóculo podía caerse fácilmente con una expresión facial inesperada. Ello fue sumamente explotado en las comedias: el elegante caballero que se asusta o asombra y su monóculo que cae al suelo o dentro de su copa.

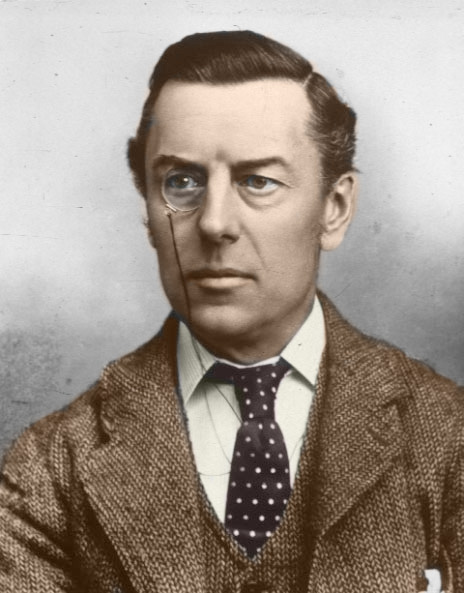
Joseph Chamberlain usando un monóculo.

## Usuarios de monóculo

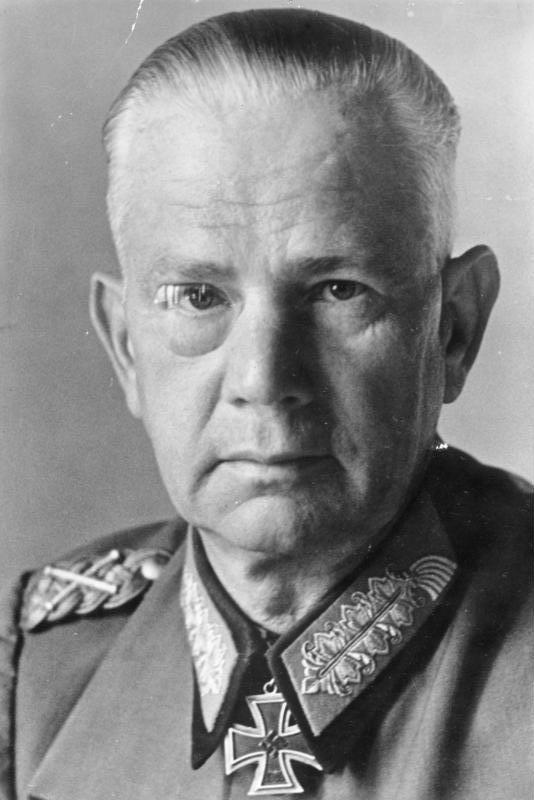
Bundesarchiv Bild 183-B05284, Walter v. Reichenau

El monóculo estuvo generalmente asociado a hombres ricos pertenecientes a la clase alta. Combinado con un frac y un sombrero de copa, completaba el traje del estereotipo del capitalista de fines del siglo XIX. Los monóculos estuvieron también asociados a los militares alemanes de ese periodo hasta la Primera Guerra Mundial. En numerosas películas e imágenes aparece el Oberste alemán típico, examinando los planos del campo de batalla munido de su correspondiente monóculo. Muchos oficiales alemanes –algunos participantes en las dos guerras mundiales- tales como Erich Ludendorff, Walter von Reichenau, Werner von Fritsch, Hans von Seeckt, Wilhelm Keitel o Hugo Sperrle, efectivamente los usaron.
Los monóculos tuvieron su apogeo a finales del siglo XIX y desaparecieron en gran parte a los avances en optometría, los cuales permitieron una mayor medida del error de refracción; por lo que las lentes y lentes de contacto pueden ser preescritas con diferentes graduaciones en cada ojo. También fue debido a una reacción contra los estereotipos que llegaban a asociarse con ellos.
Algunas figuras famosas que usaron un monóculo incluyen a los políticos británicos Joseph Chamberlain, su hijo Austen Chamberlain y Henry Chaplin; también el nacionalista musulmán Mohammad Ali Jinnah, el presidente portugués António de Spínola, los directores de cine Fritz Lang y Erich von Stroheim, el prominente escritor portugués José María Eça de Queiroz, el actor Conrad Veidt, los dadaístas Tristan Tzara y Raoul Hausmann, el colaboracionista político francés Louis Darquier de Pellepoix, el criminal inglés Percy Toplis, el esoterista e ideólogo de la derecha italiana Julius Evola, el poeta Lord Tennyson, el diplomático británico Christopher Ewart-Biggs -quien usaba un monóculo con vidrio oscuro colocado sobre un ojo de vidrio-; el actor Ralph Lynn, el cantante lírico Richard Tauber –quien lo usaba para disimular su estrabismo-, entre otros. Por otra parte, la filósofa y teóloga Elizabeth Anscombe fue una de las pocas mujeres notables que ocasionalmente usó un monóculo. [1] Entre los famosos usuarios de hoy en día se incluyen el astrónomo Sir Patrick Moore y el excéntrico exboxeador Chris Eubank.
El monóculo forma parte de la indumentaria distintiva de al menos tres de los personajes de las operetas victorianas de Gilbert & Sullivan: el Major-General Stanley en Los piratas de Penzance, Sir Joseph Porter en HMS Pinafore, y Reginald Bunthorne en Patience, y el mismo compositor Arthur Sullivan usaba uno. En las distintas producciones de las operetas del dúo inglés, es común ver a otros personajes portando monóculos.
Otros usuarios famosos de ficción son Wilkins Micawber (en David Copperfield (novela) de Charles Dickens), Mr. Peanut (el maní-aristócrata de Krafts Food's), el muñeco Charlie McCarthy del famoso ventrílocuo estadounidense Edgar Bergen. También el enemigo de Batman: El Pingüino, el Coronel Klink (personaje de la sitcom Hogan's Heroes) interpretado por el actor Werner Klemperer, quien una vez comentó que sostenía su monóculo con pegamento; la mayoría de las encarnaciones del Coronel Moustard del juego Cluedo/Clue, Forte Stollen del animé Galaxy Angel, y el personaje Cho Hakkai del animé Saiyuki. El ficticio Lord Peter Wimsey, un detective amateur de clase alta, creado por la traductora y escritora de novelas policiales Dorothy Sayers, poseía un conjunto de herramientas de detección disfrazadas como accesorios de caballero, que incluían una poderosa lupa oculta bajo la apariencia de un monóculo. El supervillano de las historietas DC, Monocle, es un óptico que crea un monóculo que puede emitir rayos destructivos, de ahí el motivo de su nombre. Amelia Bones observa a Harry Potter a través de un monóculo en Harry Potter y la Orden del Fénix. Existen muchos más personajes históricos y de ficción que portaron o utilizaron este adminículo, los mencionados lo son sólo a modo de ejemplo.